# Liste des cavités naturelles les plus longues du Haut-Rhin

Département du Haut-Rhin.

La liste des cavités naturelles les plus longues du Haut-Rhin recense sous la forme d'un tableau, les cavités souterraines naturelles connues, dont le développement est supérieur ou égal à trente cinq mètres.
La communauté spéléologique considère qu'une cavité souterraine naturelle n'existe vraiment qu'à partir du moment où elle est « inventée » c'est-à-dire découverte (ou redécouverte), inventoriée, topographiée et publiée. Bien sûr, la réalité physique d'une cavité naturelle est la plupart du temps bien antérieure à sa découverte par l'homme ; cependant tant qu'elle n'est pas explorée, mesurée et révélée, la cavité naturelle n'appartient pas au domaine de la connaissance partagée.
La liste spéléométrique des plus longues cavités naturelles du Haut-Rhin (≥ 35 m) est  actualisée fin 2018.
La plus longue cavité répertoriée dans le département du Haut-Rhin est la grotte du Hohlenstein (cf. ligne 1 du tableau ci-dessous).

## Haut-Rhin (France)

### Cavités de développement supérieur ou égal à35m
10 cavités sont recensées au 31-12-2018.
| Réf. | Cavités (autres noms)                          | Communes   | Massifs ou zones géographiques | Coordonnées (WGS 84)        | Développement (en mètres) | Dénivelée (en mètres) | Sources ou références                             | Mises à jour |
| ---- | ---------------------------------------------- | ---------- | ------------------------------ | --------------------------- | ------------------------- | --------------------- | ------------------------------------------------- | ------------ |
| 1    | Grotte du Hohlenstein                          | Lauw       | Collines sous-vosgiennes       | 47° 45′ 22″ N, 7° 01′ 47″ E | +000600, m                | +0007, m              | Spéléométrie de la France & Spelunca n°65 & IKARE | 2000-00      |
| 2    | Grotte du Wolfsloch                            | Sentheim   | Collines sous-vosgiennes       | 47° 45′ 40″ N, 7° 01′ 56″ E | +000200, m                | +0000, m              | lieux-insolites.fr & IKARE                        | 2000-00      |
| 3    | Gouffre du Kaibenloch (Gouffre de la Verrerie) | Lucelle    | Jura alsacien                  | 47° 25′ 58″ N, 7° 14′ 49″ E | +0 00095, m               | +0037, m              | Spéléométrie de la France & IKARE                 | 2000-00      |
| 4    | Grotte no 2 de Florimont                       | Ingersheim | Collines sous-vosgiennes       | 48° 06′ 15″ N, 7° 17′ 29″ E | +0 00065, m               | +0010, m              | IKARE                                             | 2000-00      |
| 5    | Grotte du Reinbach                             | Ligsdorf   | Jura alsacien                  | 47° 27′ 48″ N, 7° 17′ 44″ E | +0 00060, m               | +0009, m              | Spéléométrie de la France & IKARE                 | 2000-00      |
| 6    | Grotte des Silex                               | Oberlarg   | Jura alsacien                  | 47° 26′ 52″ N, 7° 14′ 06″ E | +0 00060, m               | 6,2 m                 | IKARE                                             |              |
| 7    | Grotte no 3 de Florimont                       | Ingersheim | Collines sous-vosgiennes       | 48° 06′ 03″ N, 7° 17′ 28″ E | +0 00050, m               | +0002, m              | IKARE                                             | 2000-00      |
| 8    | Siphon de Lucelle (Grotte du Drachenloch)      | Lucelle    | Jura alsacien                  | 47° 25′ 46″ N, 7° 16′ 21″ E | +0 00046, m               | 1,5 m                 | Spéléométrie de la France & IKARE                 | 2000-00      |
| 9    | Grotte du Blumenstein (Grotte du Ziegelbuckel) | Soultzmatt | Collines sous-vosgiennes       | 47° 58′ 24″ N, 7° 12′ 28″ E | +0 00042, m               | +0000, m              | IKARE                                             |              |
| 10   | Grotte du Saalhof                              | Kiffis     | Jura alsacien                  | 47° 26′ 06″ N, 7° 23′ 21″ E | +0 00035, m               | +0006, m              | Spéléométrie de la France & IKARE                 | 2000-00      |